# Tong (Schotland)
Tong (Schots-Gaelisch: Tunga) is een dorp op het eiland Lewis, Schotland, 6.4 kilometer ten noordoosten van de hoofdstad Stornoway aan de weg B895 naar Back en Tolsta. Het dorp telde in 2001 527 inwoners. Vissen maakt deel uit van de lokale economie.
Tussen 1919 en 1921, is het dorpje Tong samen met Coll en Gress vaak geplunderd.
Het dorpje heeft een gemeenschapscentrum met een voetbalveld en een basisschool. Er zijn een paar religieuze instellingen, zoals de Free Church of Scotland en een ontmoetingsplaats voor de Schotse Episcopaalse Kerk.
Elke juli worden de Lewis Highland Games en de Western Isles Strongest man gehouden. The Lewis Highland Games wordt al sinds 1977 gehouden in Tong. De lokale voetbalclub heet FC Tong.

## Bekende inwoners
- Mary Anne MacLeod (1912-2000), moeder van zakenman en Amerikaans president Donald Trump, is geboren in Tong en in 1930 naar Amerika geëmigreerd.
- Sìne NicFhionnlaigh (Jean Finlayson), die het lied “Fear a’ bhàta” heeft samengesteld, heeft in Tong geleefd in de negentiende eeuw.